# Histiocytoza z komórek Langerhansa
Histiocytoza z komórek Langerhansa (choroba Handa-Schüllera-Christiana, ziarniniak kwasochłonny wieloogniskowy, żółtakowatość przewlekła samoistna, choroba Abta-Lettera-Siwego, LCH) – nazwa odnosi się do heterogennej grupy chorób, charakteryzujących się nadmiernym rozrostem histiocytów (histiocytoza), któremu towarzyszą różnorodne objawy kliniczne w zależności od lokalizacji procesu chorobowego.

## Patogeneza
Uważa się, że choroba spowodowana jest nadmierną stymulacją immunologiczną komórek Langerhansa, która powoduje ich klonalny rozrost.

## Częstość występowania
Około 2 przypadków na 1 milion osób. Średnia wieku w chwili rozpoznania wynosi 3 lata.

## Historia
Początkowo rozpoznawano trzy odrębne jednostki chorobowe:
- ziarniniak kwasochłonny, czyli postać płucna,
- choroba Handa-Schüllera-Christiana,
- Choroba Abta-Letterera-Siwego.

W roku 1953 uznano, że są one manifestacją kliniczną tego samego procesu patomorfologicznego.

## Objawy

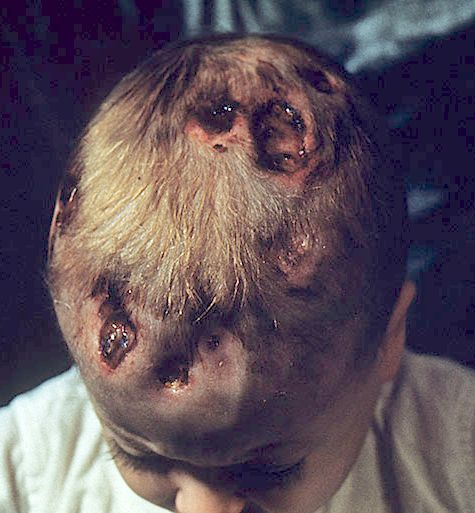
Ubytki w kościach czaszki u dziecka

W zależności od wieku i umiejscowienia choroba może mieć bardzo różny przebieg. Objawy, które mogą sugerować początek choroby:
- ubytek w kościach sklepienia czaszki (widoczny jako uwypuklenie skóry)
- trudna do usunięcia „ciemieniucha” u noworodka
- wysypka grudkowa na skórze tułowia
- przewlekły wyciek z ucha
- trudne gojenie się zębodołów po usunięciu zębów
- bolesność dziąseł z ich naciekiem zapalnym oraz rozchwianiem się i wypadaniem zębów
- wytrzeszcz gałek ocznych (jedno- lub obustronny)
- polidypsja i poliuria (objawy moczówki prostej)
- duszność wysiłkowa i krwioplucie (objawy zajęcia miąższu płucnego)
- objawy skazy krwotocznej
- powiększenie węzłów chłonnych
- hepatomegalia i/lub splenomegalia
- stany gorączkowe
- upośledzone łaknienie i zmniejszenie masy ciała
- nadmierna drażliwość

## Leczenie
Część pacjentów ze zlokalizowanymi postaciami LCH nie wymaga żadnego leczenia. U innych konieczna może być wielolekowa chemioterapia oraz leczenie ukierunkowane biologicznie.
Niepodjęcie leczenia na czas lub zastosowanie nieadekwatnego schematu zwiększa ryzyku trwałych następstw takich jak niedosłuch, niepełnosprawność intelektualna, zaburzenia hormonalne, stwardniające zapalenie dróg żółciowych. W związku z powyższym leczenie histiocytozy powinno być prowadzone wyłącznie przez ośrodki i onkologów dysponujących: 
- odpowiednim doświadczeniem w tym zakresie;
- dostępem do nowoczesnej diagnostyki;
- dostępem do nowoczesnych leków i schematów leczenia;
- możliwością prowadzenia konsultacji w międzynarodowych zespołach zajmujących się LCH;

Leczenie LCH składa się następujących etapów:

### Faza diagnostyczna
Potwierdzenie rozpoznania powinno odbywać się na podstawie badania histopatologicznego tkanek pobranych podczas biopsji. Duże znaczenie prognostyczne i predykcyjne ma określony na podstawie biopsji molekularny profil nowotworu. Szczególnie status mutacji w genie BRAF. 
Do podjęcia prawidłowej decyzji o leczeniu niezbędne jest precyzyjne określenie, które organy zajęte są chorobą. W tym celu wykonywane są badania obrazowe – między innymi:  obrazowanie rezonansem magnetycznym, pozytonowa tomografia emisyjna, tomografia komputerowa, scyntygrafia kości. Konieczna jest także ocena stopnia uszkodzenia funkcji zajętych narządów poprzez badania morfologiczne i biochemiczne krwi i moczu, układu krzepnięcia krwi. 
Badania obrazowe i czynnościowe są powtarzane w trakcie leczenia jako ocena jego skuteczności oraz jako monitorowanie po leczeniu. 

### Wnikliwa obserwacja
Niektórzy chorzy jednoukładową LCH ograniczoną do kości, skóry lub węzłów chłonnych nie wymagają stosowania leczenia, a jedynie wnikliwej obserwacji.

### Chemioterapiapierwszej linii
W pierwszej linii leczenia stosuje się najczęściej sterydoterapię prednizolonem w połączeniu z  cytostatykiem: winblastyną podawaną raz w tygodniu. Intensywna faza leczenia trwa od 6 do 12 tygodni w zależności od oceny współczynnika aktywności choroby. Następnie zastosować można terapię podtrzymująca tymi samymi lekami podawanymi raz na 3 tygodnie przez okres 12 miesięcy.

### Leczenie opornej LCH iwznów
Jeśli choroba nie ustępuje lub nawraca możliwe jest zastosowanie schematów kolejnych linii zawierających cytostatyki: cytarabina, kladrybina, winkrystyna, metotreksat, merkaptopuryna.
W szczególnie opornych przypadkach zastosowanie ma autologiczne przeszczepienie komórek macierzystych z kondycjonowaniem o zredukowanej intensywności.
Prowadzone są liczne badania nad zastosowaniem leków ukierunkowanych molekularnie, takich jak: alemtuzumab i dabrafenib. Szczególne znaczenie ma zastosowane wemurafenibu u pacjentów z oporną histiocytozą z mutacją somatyczną w genie BRAF. Lek ten jest swoistym inhibitorem zmutowanej kinazy tyrozynowej B-Raf V600.

### Leczenie miejscowe
Polega na zniszczeniu ogniska pierwotnego nowotworu. Najlepiej poprzez jego chirurgiczne usunięcie ewentualnie może być połączone z miejscowym podaniem sterydu. W przypadkach ograniczonych do jednego ogniska takie postępowanie może prowadzić do trwałego wyleczenia. 
Ze względu na możliwość występowania poważnych odległych powikłań radioterapia nie jest obecnie metodą zalecaną w leczeniu LCH u dzieci. Może mieć zastosowanie w szczególnych przypadkach tej choroby u osób dorosłych.

### Obserwacja po leczeniu
Pacjentom, którzy zakończyli intensywną fazę leczenia wykonuje się regularnie badania kontrolne. Głównie badania krwi, moczu, radiogramy i obrazowanie rezonansu magnetycznego - podobnie jak przy rozpoznaniu choroby. Ma to na celu wczesne wykrycie wznowy choroby oraz monitorowanie jej odległych następstw. Wielu chorych wymaga przewlekłego leczenia następstw choroby takich jak:
- moczówka;
- deformacje kręgosłupa;
- uszkodzenia słuchu;
- uszkodzenie wątroby i dróg żółciowych;
- uszkodzenie płuc;

## Rokowanie
U dzieci powyżej 2 roku życia w przypadkach zlokalizowanych rokowanie jest jednoznacznie pomyślne. Złe rokowanie jest w postaci uogólnionej, u dzieci młodszych i z dysfunkcją narządów. W takich przypadkach śmiertelność wynosi około 20%.